# Liste der denkmalgeschützten Objekte in Holíč
Die Liste der denkmalgeschützten Objekte in Holíč enthält die 54 nach slowakischen Denkmalschutzvorschriften geschützten Objekte in der Gemeinde Holíč im Okres Skalica.

## Denkmäler
| Foto |                 | Denkmal / č. ÚZPF                              | Standort / Konskr. Nr.                                    | Offizielle Beschreibung                          | Beschreibung                                            | Metadaten                                                                 |
| ---- | --------------- | ---------------------------------------------- | --------------------------------------------------------- | ------------------------------------------------ | ------------------------------------------------------- | ------------------------------------------------------------------------- |
|      | Datei hochladen | Grab und Grabstein(sk) ObjektID: 206-10537/0   | KG: Holíč Konskr.Nr.:                                     | Lunin N.S., 1790-1806;poručík Kutuzovovej armády | des N. S. Lunin, Leutnant in der Armee Kutuzov          | č. NKP: 206-10537/0 Stand des NKP: 2012-02-08 Name: HROB S POMNÍKOM       |
| ja   | Datei hochladen | Windmühle(sk) ObjektID: 206-2140/0             | 11 Standort KG: Holíč Konskr.Nr.: 1748                    |                                                  |                                                         | č. NKP: 206-2140/0 Stand des NKP: 2012-02-08 Name: MLYN VETERNÝ           |
| ja   | Datei hochladen | Kapelle(sk) ObjektID: 206-10536/0              | Standort KG: Holíč Konskr.Nr.:                            | r.k.sv.Floriána;Floriánska kaplnka               | römisch-katholische Kapelle St. Florian                 | č. NKP: 206-10536/0 Stand des NKP: 2012-02-08 Name: KAPLNKA               |
| BW   | Datei hochladen | Denkmal(sk) ObjektID: 206-610/0                | Bernolákova ul. Standort KG: Holíč Konskr.Nr.:            | Nešpor Mirko;Pomník rodákovi                     | Denkmal für den Antifaschisten Mirko Nešpor             | č. NKP: 206-610/0 Stand des NKP: 2012-02-08 Name: POMNÍK                  |
| ja   | Datei hochladen | Manufaktur(sk) ObjektID: 206-614/1             | Bernolákova ul.2,4 Standort KG: Holíč Konskr.Nr.: 388,386 | fajansová;Holíčska manufaktúra                   | Fayencenmanufaktur Holic                                | č. NKP: 206-614/1 Stand des NKP: 2012-02-08 Name: MANUFAKTÚRA             |
| BW   | Datei hochladen | Handwerkerhaus(sk) ObjektID: 206-614/2         | Bernolákova ul.3 Standort KG: Holíč Konskr.Nr.: 371       | Domy remeselníkov                                | Handwerkerhaus                                          | č. NKP: 206-614/2 Stand des NKP: 2012-02-08 Name: DOM REMESELNÍCKY        |
| BW   | Datei hochladen | Bürgerhaus(sk) ObjektID: 206-10534/0           | Bratislavská ul.4 Standort KG: Holíč Konskr.Nr.: 270      | radový;                                          | Reihenhaus                                              | č. NKP: 206-10534/0 Stand des NKP: 2012-02-08 Name: DOM MEŠTIANSKY        |
| BW   | Datei hochladen | Gedenktafel(sk) ObjektID: 206-609/0            | Bratislavská ul.5 Standort KG: Holíč Konskr.Nr.: 271      | demonštrácia rob.1932;                           | Gedenktafel an die Arbeiterdemonstrationen im Jahr 1932 | č. NKP: 206-609/0 Stand des NKP: 2012-02-08 Name: TABUĽA PAMÄTNÁ          |
| BW   | Datei hochladen | Bürgerhaus(sk) ObjektID: 206-10533/0           | Bratislavská ul.5 Standort KG: Holíč Konskr.Nr.: 271      | radový;Obecný dom                                | Reihenhaus, Gemeindehaus                                | č. NKP: 206-10533/0 Stand des NKP: 2012-02-08 Name: DOM MEŠTIANSKY        |
| ja   | Datei hochladen | Kirche(sk) ObjektID: 206-611/1                 | Bratislavská ul.42 Standort KG: Holíč Konskr.Nr.: 314     | ev.a.v.;                                         | evangelische Kirche                                     | č. NKP: 206-611/1 Stand des NKP: 2012-02-08 Name: KOSTOL                  |
| BW   | Datei hochladen | Gedenkpfarrhof(sk) ObjektID: 206-611/2         | Bratislavská ul.41 Standort KG: Holíč Konskr.Nr.: 313     | Boor J.J.;Evanjelická fara                       | für J. J. Boor, evangelische Pfarrei                    | č. NKP: 206-611/2 Stand des NKP: 2012-02-08 Name: FARA PAMÄTNÁ            |
| BW   | Datei hochladen | Gedenktafel(sk) ObjektID: 206-611/3            | Bratislavská ul.41 Standort KG: Holíč Konskr.Nr.: 313     | Boor J.J.;1852-1913,náb.spisovateľ               | für J. J. Boor, Schriftsteller                          | č. NKP: 206-611/3 Stand des NKP: 2012-02-08 Name: TABUĽA PAMÄTNÁ          |
| BW   | Datei hochladen | Wassermühle(sk) ObjektID: 206-10676/0          | Hodonínska cesta1 Standort KG: Holíč Konskr.Nr.: 704,705  | s technickým zariadením;Podzámocký vodný mlyn    | mit technischer Ausstattung                             | č. NKP: 206-10676/0 Stand des NKP: 2012-02-08 Name: MLYN VODNÝ            |
| BW   | Datei hochladen | Destille(sk) ObjektID: 206-2474/0              | Hodonínska ul.3 Standort KG: Holíč Konskr.Nr.:            | Liehovar                                         | Brennerei                                               | č. NKP: 206-2474/0 Stand des NKP: 2012-02-08 Name: PÁLENICA               |
| ja   | Datei hochladen | Getreidespeicher(sk) ObjektID: 206-10539/0     | Jilemnického ul.7 KG: Holíč Konskr.Nr.: 335               | obilná;Ústredná sýpka                            | Zentralgetreidespeicher                                 | č. NKP: 206-10539/0 Stand des NKP: 2012-02-08 Name: SÝPKA                 |
| ja   | Datei hochladen | Säulenfigurengruppe(sk) ObjektID: 206-10532/0  | Mieru nám. Standort KG: Holíč Konskr.Nr.:                 | sv.Trojica;Trojičný stĺp,Trojička                | Dreifaltigkeitssäule                                    | č. NKP: 206-10532/0 Stand des NKP: 2012-02-08 Name: SÚSOŠIE NA STĹPE      |
| ja   | Datei hochladen | Kirche(sk) ObjektID: 206-10530/0               | Mieru nám.14 Standort KG: Holíč Konskr.Nr.:               | r.k.Božského srdca;Kostol Božského srdca         | römisch-katholische Kirche zum heiligen Herz            | č. NKP: 206-10530/0 Stand des NKP: 2012-02-08 Name: KOSTOL                |
| ja   | Datei hochladen | Kapelle(sk) ObjektID: 206-10531/0              | Mieru nám. Standort KG: Holíč Konskr.Nr.: 1749            | r.k.P.M.Loretánskej;Loretánska kaplnka           | römisch-katholische Kapelle Jungfrau Maria von Loreto   | č. NKP: 206-10531/0 Stand des NKP: 2012-02-08 Name: KAPLNKA               |
|      | Datei hochladen | Burgbrunnen(sk) ObjektID: 206-10538/0          | Moyzesova ul.1 KG: Holíč Konskr.Nr.:                      | hradná;Hradná studňa                             | Burg                                                    | č. NKP: 206-10538/0 Stand des NKP: 2012-02-08 Name: STUDŇA HRADNÁ         |
|      | Datei hochladen | Wegebrücke(sk) ObjektID: 206-10540/0           | Nádražná ul. KG: Holíč Konskr.Nr.:                        | oblúkový,tehlový;Cestné mosty                    | Ziegelbogen, Straßenbrücke                              | č. NKP: 206-10540/0 Stand des NKP: 2012-02-08 Name: MOSTY CESTNÉ-SÚBOR    |
| ja   | Datei hochladen | Kapuzinerkloster(sk) ObjektID: 206-615/1       | Sv.Martina nám.2 Standort KG: Holíč Konskr.Nr.:           | kapucínsky                                       |                                                         | č. NKP: 206-615/1 Stand des NKP: 2012-02-08 Name: KLÁŠTOR KAPUCÍNOV       |
| ja   | Datei hochladen | Kirche(sk) ObjektID: 206-615/2                 | Sv.Martina nám.2 Standort KG: Holíč Konskr.Nr.:           | r.k.sv.Martina;kapucínsky                        | römisch-katholische Kirche St. Martin                   | č. NKP: 206-615/2 Stand des NKP: 2012-02-08 Name: KOSTOL                  |
| ja   | Datei hochladen | Wohnhaus(sk) ObjektID: 206-10535/0             | Sv.Martina nám.2-3 Standort KG: Holíč Konskr.Nr.:         | nájomný dom                                      | Mietshaus                                               | č. NKP: 206-10535/0 Stand des NKP: 2012-02-08 Name: DOM BYTOVÝ            |
| ja   | Datei hochladen | Schloss(sk) ObjektID: 206-613/1                | Zámocká ul.391 Standort KG: Holíč Konskr.Nr.: 391         | kaštieľ s nádvorím;Holíčsky zámok                | Herrenhaus mit Innenhof, Schloss Holíč                  | č. NKP: 206-613/1 Stand des NKP: 2012-02-08 Name: KAŠTIEĽ                 |
| BW   | Datei hochladen | Repräsentationshalle(sk) ObjektID: 206-613/2   | Zámocká ul.391 Standort KG: Holíč Konskr.Nr.: 391         | kaštieľ s nádvorím;Čínska sála                   | chinesischer Saal                                       | č. NKP: 206-613/2 Stand des NKP: 2012-02-08 Name: SIEŇ REPREZENTAČNÁ      |
| BW   | Datei hochladen | straßenseitiger Vorhof(sk) ObjektID: 206-613/3 | Zámocká ul.391 Standort KG: Holíč Konskr.Nr.: 391         | kaštieľ s nádvorím;Čestné nádvorie               |                                                         | č. NKP: 206-613/3 Stand des NKP: 2012-02-08 Name: NÁDVORIE ČESTNÉ         |
| ja   | Datei hochladen | Wirtschaftsbau I.(sk) ObjektID: 206-613/4      | Zámocká ul.391 Standort KG: Holíč Konskr.Nr.: 391         | budovy hospodárske;Severná vstupná I.            | Nordeingang                                             | č. NKP: 206-613/4 Stand des NKP: 2012-02-08 Name: STAVBA HOSPODÁRSKA I.   |
|      | Datei hochladen | Wirtschaftsbau II.(sk) ObjektID: 206-613/5     | Zámocká ul.391 KG: Holíč Konskr.Nr.: 391                  | budovy hospodárske;Južná vstupná II.             | Südeingang                                              | č. NKP: 206-613/5 Stand des NKP: 2012-02-08 Name: STAVBA HOSPODÁRSKA II.  |
|      | Datei hochladen | Wirtschaftsbau III.(sk) ObjektID: 206-613/6    | Zámocká ul.391 KG: Holíč Konskr.Nr.: 391                  | budovy hospodárske;Južná budova                  | Südflügel                                               | č. NKP: 206-613/6 Stand des NKP: 2012-02-08 Name: STAVBA HOSPODÁRSKA III. |
|      | Datei hochladen | Wirtschaftsbau IV.(sk) ObjektID: 206-613/7     | Zámocká ul.391 KG: Holíč Konskr.Nr.: 391                  | bodovy hospodárske;Južná zadná budova            | hinteres Gebäude Süd                                    | č. NKP: 206-613/7 Stand des NKP: 2012-02-08 Name: STAVBA HOSPODÁRSKA IV.  |
|      | Datei hochladen | Wirtschaftsbau V.(sk) ObjektID: 206-613/8      | Zámocká ul.391 KG: Holíč Konskr.Nr.: 391                  | bodovy hospodárske;Severná zadná budova          | hinteres Gebäude Nord                                   | č. NKP: 206-613/8 Stand des NKP: 2012-02-08 Name: STAVBA HOSPODÁRSKA V.   |
|      | Datei hochladen | Wirtschaftsbau VI.(sk) ObjektID: 206-613/9     | Zámocká ul.391 KG: Holíč Konskr.Nr.: 391                  | budovy hospodárske;Severná budova                | Nordflügel                                              | č. NKP: 206-613/9 Stand des NKP: 2012-02-08 Name: STAVBA HOSPODÁRSKA VI.  |
| ja   | Datei hochladen | Innenhof(sk) ObjektID: 206-613/10              | Zámocká ul. Standort KG: Holíč Konskr.Nr.:                | budovy hospodárske;priestor medzi hosp.objektami |                                                         | č. NKP: 206-613/10 Stand des NKP: 2012-02-08 Name: NÁDVORIE               |
| BW   | Datei hochladen | nördliche Mauer(sk) ObjektID: 206-613/11       | Zámocká ul. Standort KG: Holíč Konskr.Nr.:                | opevnenie kaštieľa;Severný múr opevnenia         | befestigter Gutshof                                     | č. NKP: 206-613/11 Stand des NKP: 2012-02-08 Name: MÚR HRADBOVÝ SEVERNÝ   |
| BW   | Datei hochladen | nordöstliche Bastion(sk) ObjektID: 206-613/12  | Zámocká ul. Standort KG: Holíč Konskr.Nr.:                | opevnenie kaštieľa;Severovýchod.bastión          | befestigter Gutshof                                     | č. NKP: 206-613/12 Stand des NKP: 2012-02-08 Name: BASTIÓN SEVEROVÝCHODNÝ |
| ja   | Datei hochladen | östliche Mauer(sk) ObjektID: 206-613/13        | Zámocká ul. Standort KG: Holíč Konskr.Nr.:                | opevnenie kaštieľa;Východný múr opevnenia        | befestigter Gutshof                                     | č. NKP: 206-613/13 Stand des NKP: 2012-02-08 Name: MÚR HRADBOVÝ VÝCHODNÝ  |
| ja   | Datei hochladen | südöstliche Bastion(sk) ObjektID: 206-613/14   | Zámocká ul. Standort KG: Holíč Konskr.Nr.:                | opevnenie kaštieľa;Juhovýchodný bastión          | befestigter Gutshof                                     | č. NKP: 206-613/14 Stand des NKP: 2012-02-08 Name: BASTIÓN JUHOVÝCHODNÝ   |
| BW   | Datei hochladen | südliche Mauer(sk) ObjektID: 206-613/15        | Zámocká ul. Standort KG: Holíč Konskr.Nr.:                | opevnenie kaštieľa;Južný múr opevnenia           | befestigter Gutshof                                     | č. NKP: 206-613/15 Stand des NKP: 2012-02-08 Name: MÚR HRADBOVÝ JUŽNÝ     |
| BW   | Datei hochladen | südwestliche Bastion(sk) ObjektID: 206-613/16  | Zámocká ul. Standort KG: Holíč Konskr.Nr.:                | opevnenie kaštieľa;Juhozápadný bastión           | befestigter Gutshof                                     | č. NKP: 206-613/16 Stand des NKP: 2012-02-08 Name: BASTIÓN JUHOZÁPADNÝ    |
| BW   | Datei hochladen | westliche Mauer(sk) ObjektID: 206-613/17       | Zámocká ul. Standort KG: Holíč Konskr.Nr.:                | opevnenie kaštieľa;Západný múr opevnenia         | befestigter Gutshof                                     | č. NKP: 206-613/17 Stand des NKP: 2012-02-08 Name: MÚR HRADBOVÝ ZÁPADNÝ   |
| BW   | Datei hochladen | südwestliche Bastion(sk) ObjektID: 206-613/18  | Zámocká ul. Standort KG: Holíč Konskr.Nr.:                | opevnenie kaštieľa;Severozáp.bastión             | befestigter Gutshof                                     | č. NKP: 206-613/18 Stand des NKP: 2012-02-08 Name: BASTIÓN SEVEROZÁPADNÝ  |
| BW   | Datei hochladen | Graben(sk) ObjektID: 206-613/19                | Zámocká ul. Standort KG: Holíč Konskr.Nr.:                | opevnenie kaštieľa;Vnútorná priekopa             | befestigter Gutshof                                     | č. NKP: 206-613/19 Stand des NKP: 2012-02-08 Name: PRIEKOPA VNÚTORNÁ      |
| ja   | Datei hochladen | Brücke(sk) ObjektID: 206-613/20                | Zámocká ul. Standort KG: Holíč Konskr.Nr.:                | opevnenie kaštieľa;predný most                   | befestigter Gutshof                                     | č. NKP: 206-613/20 Stand des NKP: 2012-02-08 Name: MOST                   |
| BW   | Datei hochladen | Brücke(sk) ObjektID: 206-613/21                | Zámocká ul. Standort KG: Holíč Konskr.Nr.:                | opevnenie kaštieľa;zadný most                    | befestigter Gutshof, hintere Brücke                     | č. NKP: 206-613/21 Stand des NKP: 2012-02-08 Name: MOST                   |
|      | Datei hochladen | äußerer Graben(sk) ObjektID: 206-613/22        | Zámocká ul. KG: Holíč Konskr.Nr.:                         | opevnenie kaštieľa;Vonkajšia priekopa            | befestigter Gutshof                                     | č. NKP: 206-613/22 Stand des NKP: 2012-02-08 Name: PRIEKOPA VONKAJŠIA     |
|      | Datei hochladen | Brücke(sk) ObjektID: 206-613/23                | Zámocká ul. KG: Holíč Konskr.Nr.:                         | opevnenie kaštieľa;predný most                   | befestigter Gutshof, vordere Brücke                     | č. NKP: 206-613/23 Stand des NKP: 2012-02-08 Name: MOST                   |
|      | Datei hochladen | Brücke(sk) ObjektID: 206-613/24                | Zámocká ul. KG: Holíč Konskr.Nr.:                         | opevnenie kaštieľa;zadný most                    | befestigter Gutshof                                     | č. NKP: 206-613/24 Stand des NKP: 2012-02-08 Name: MOST                   |
|      | Datei hochladen | Allee(sk) ObjektID: 206-613/25                 | Zámocká ul. KG: Holíč Konskr.Nr.:                         | parkové úpravy;prístupová alej                   |                                                         | č. NKP: 206-613/25 Stand des NKP: 2012-02-08 Name: ALEJA                  |
| BW   | Datei hochladen | nördlicher Park(sk) ObjektID: 206-613/26       | Zámocká ul. Standort KG: Holíč Konskr.Nr.:                | parkové úpravy;                                  |                                                         | č. NKP: 206-613/26 Stand des NKP: 2012-02-08 Name: PARK SEVERNÝ           |
|      | Datei hochladen | östlicher Park(sk) ObjektID: 206-613/27        | Zámocká ul. KG: Holíč Konskr.Nr.:                         | parkové úpravy;                                  |                                                         | č. NKP: 206-613/27 Stand des NKP: 2012-02-08 Name: PARK VÝCHODNÝ          |
| BW   | Datei hochladen | südlicher Park(sk) ObjektID: 206-613/28        | Zámocká ul. Standort KG: Holíč Konskr.Nr.:                | parkové úpravy;                                  |                                                         | č. NKP: 206-613/28 Stand des NKP: 2012-02-08 Name: PARK JUŽNÝ             |
|      | Datei hochladen | Teich(sk) ObjektID: 206-613/29                 | Zámocká ul. KG: Holíč Konskr.Nr.:                         | parkové úpravy;                                  |                                                         | č. NKP: 206-613/29 Stand des NKP: 2012-02-08 Name: RYBNÍK                 |
|      | Datei hochladen | westlicher Garten(sk) ObjektID: 206-613/30     | Zámocká ul. KG: Holíč Konskr.Nr.:                         | parkové úpravy;                                  |                                                         | č. NKP: 206-613/30 Stand des NKP: 2012-02-08 Name: ZÁHRADA ZÁPADNÁ        |
|      | Datei hochladen | Areal(sk) ObjektID: 206-613/31                 | Zámocká ul. KG: Holíč Konskr.Nr.:                         | parkové úpravy;Objekty bez pam.hodnoty           |                                                         | č. NKP: 206-613/31 Stand des NKP: 2012-02-08 Name: AREÁL                  |

## Legende
Die Tabelle enthält im Einzelnen folgende Informationen:
| Foto:                    | Fotografie des Denkmals. |
| Denkmal / č. ÚZPF:       | Die Übersetzung der Bezeichnung des Denkmals, wie sie vom Slowakischen Denkmalamt (Pamiatkový úrad Slovenskej republiky) verwendet wird. Die Originalbezeichnung ist unter dem Fragezeichen angegeben. Fehlt die Übersetzung, so wird die Originalbezeichnung direkt angezeigt. Weiters ist die Objekt-Identifikationsnummer (Objekt ID) angeführt. Sie ist die offizielle, in der Slowakei eindeutige Nummer č. ÚZPF inklusive der zugehörigen Zählnummer, wie sie in den Daten des Denkmalamtes angegeben wird. Da diese nur innerhalb eines Landkreises gezählt wird, ist dessen Nummer der Denkmalnummer vorangestellt. |
| Standort:                | Wenn in der Liste vorhanden, ist die Adresse angegeben. In Klammern kann sich noch eine zusätzliche Adresse befinden, wenn es beispielsweise ein Eckhaus ist. Bei freistehenden Objekten ohne Adresse (zum Beispiel bei Bildstöcken) ist eine Adresse angegeben, die in der Nähe des Objekts liegt. Durch Aufruf des Links Standort wird die Lage des Denkmals in verschiedenen Kartenprojekten angezeigt. Darunter sind die Katastralgemeinde (KG) und, wenn vorhanden, die Konskriptionsnummer (Konskr. Nr.) angegeben.                                                                                                   |
| Offizielle Beschreibung: | Es ist die Kurzbeschreibung auf Slowakisch, wie sie in den offiziellen Listen angegeben ist, eingetragen. |
| Beschreibung:            | Kurze Angaben zum Denkmal auf Deutsch. |
| Metadaten:               | Zusätzlich werden, wenn in den persönlichen Einstellungen das Helferlein Dauerhaftes Einblenden von Metadaten aktiviert ist, ebensolche angezeigt. |

- Karte mit allen Koordinaten:
- OSM |
- WikiMap